# William Bouguereau
Pour les articles homonymes, voir Bouguereau.
Adolphe William Bouguereau, né le 30 novembre 1825 à La Rochelle où il est mort le 19 août 1905, est un peintre français.
Il est un des représentants majeurs de la peinture académique française de la fin du XIXe siècle.

## Biographie
Adolphe Williams Bouguereau est le fils d'un négociant en vins de Bordeaux. Sa famille, de confession catholique, a des origines anglaises.
Il apprend le dessin à l'école municipale de dessins et de peintures de Bordeaux. En 1846, il entre à l'École des beaux-arts de Paris dans l'atelier de François Édouard Picot, sur la recommandation de J. P. Allaux. Il remporte le second prix de Rome, ex æquo avec Gustave Boulanger, pour sa peinture Saint Pierre après sa délivrance de prison vient retrouver les fidèles chez Marie (1848).
Il remporte le premier prix de Rome en 1850 avec Zénobie retrouvée par les bergers sur les bords de l'Araxe.
En 1866, le marchand de tableaux Paul Durand-Ruel s'occupe de sa carrière et permet à l'artiste de vendre plusieurs toiles à des clients privés. Il a ainsi énormément de succès auprès d'acheteurs américains, au point qu'en 1878, lors de la première rétrospective de sa peinture pour l'Exposition universelle à Paris, l'État ne peut rassembler que douze œuvres, le reste de sa production étant localisée aux États-Unis. Il passe aussi un contrat avec la maison d'édition Goupil pour la commercialisation de reproductions en gravure de ses œuvres. En 1876, il devient membre de l'Académie des beaux-arts.
En 1866, il se marie avec son modèle, Marie-Nelly Monchablon, avec qui il vit déjà depuis plusieurs années et que l'on peut retrouver sur nombre de ses tableaux depuis les années 1856. Le couple a déjà trois enfants, nés avant leur mariage : Henriette (1857-1953), Georges William (1859-1875), et Jeanne (1861-1866) et qui meurt à l'âge de cinq ans. Deux autres enfants naissent après leur mariage : Paul (1868-1900) et William Maurice (1876-1877). Ce dernier meurt huit mois après sa naissance, suivi de près par sa mère, qui s'éteint en 1877. Ils étaient tous deux atteints par la tuberculose et leur mort éprouve durablement Bouguereau, qui peint en 1877 une Vierge consolatrice.
En 1885, il est élu président de la Fondation Taylor, fonction qu'il occupera jusqu'à la fin de sa vie. La même année, il obtient la médaille d'honneur au Salon.
Professeur en 1888 à l'École des beaux-arts de Paris et à l’Académie Julian, ses peintures de genre, réalistes ou sur des thèmes mythologiques, sont exposées annuellement au Salon pendant toute la durée de sa carrière. Il travaille aussi à de grands travaux de décoration, notamment pour l'hôtel de François Bartholoni, et peint aussi le plafond du Grand Théâtre de Bordeaux.
En 1896, Bouguereau épouse en deuxièmes noces une de ses élèves, la peintre Elizabeth Jane Gardner. Le peintre use de son influence pour permettre l'accès des femmes à beaucoup d'institutions artistiques en France.
L'appartement d'Elizabeth Jane Gardner se trouve dans la même rue que la famille de William Bouguereau, au no 75 rue Notre-Dame des Champs,. Peu de temps après la mort de Nelly Monchablon, Bouguereau souhaite épouser Elizabeth Gardner, une élève qu'il connaît depuis dix ans, mais sa mère s'y oppose ainsi que sa fille. Elizabeth Gardner fait jurer à Bouguereau qu'il ne se remarierait pas du vivant de celle-ci. Ils se fiancent en 1879. Après la mort de sa mère et après dix-neuf ans de fiançailles, ils se marient à Paris en juin 1896. Ils passent leurs étés à La Rochelle et resteront ensemble jusqu'à la mort de celui-ci.
Son fils, Georges William, âgé de 15 ans, en villégiature à Écouen, meurt chez Guillaume Seignac le 19 juillet 1875. Son autre fils Paul meurt en 1900.
William Bouguereau meurt le 19 août 1905 à La Rochelle en son hôtel particulier, ne laissant comme descendance que sa fille aînée, Henriette, mariée en 1880 à un cousin éloigné Georges Vincent (1839-1913) et morte en 1953. Ella a un fils unique William (1880-1063[Quoi ?]) qui prend comme nom de famille Vincens Bouguereau.
Le peintre est inhumé à Paris au cimetière du Montparnasse (12e division), au côté de sa première épouse.

Bouguereau et son entourage familial
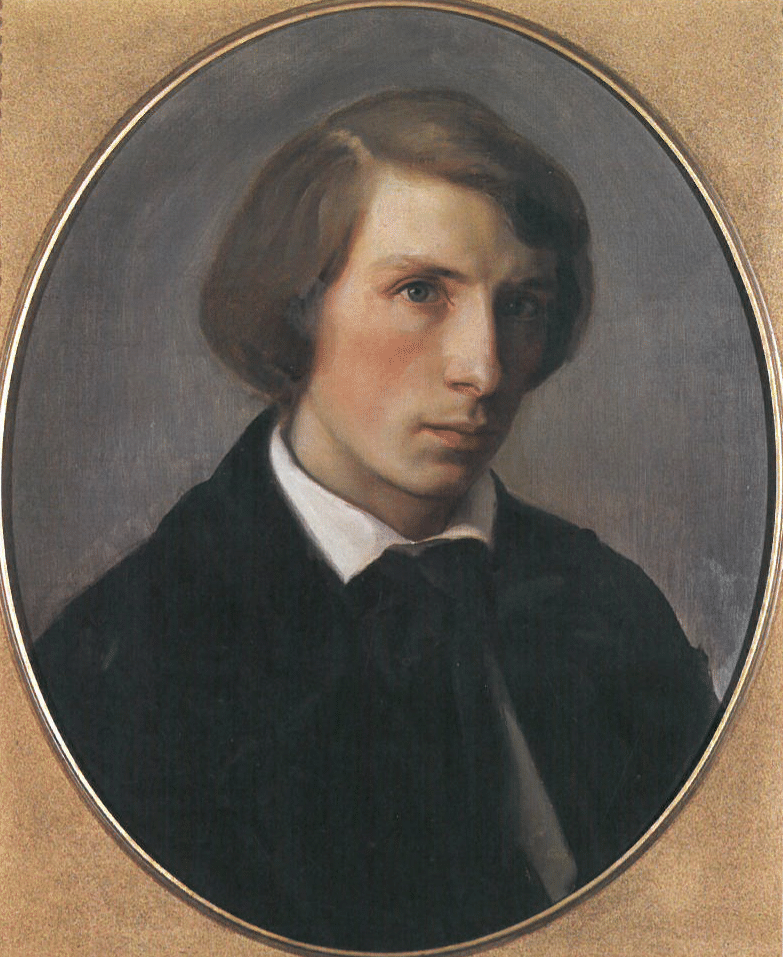
Autoportrait (1850), collection particulière.
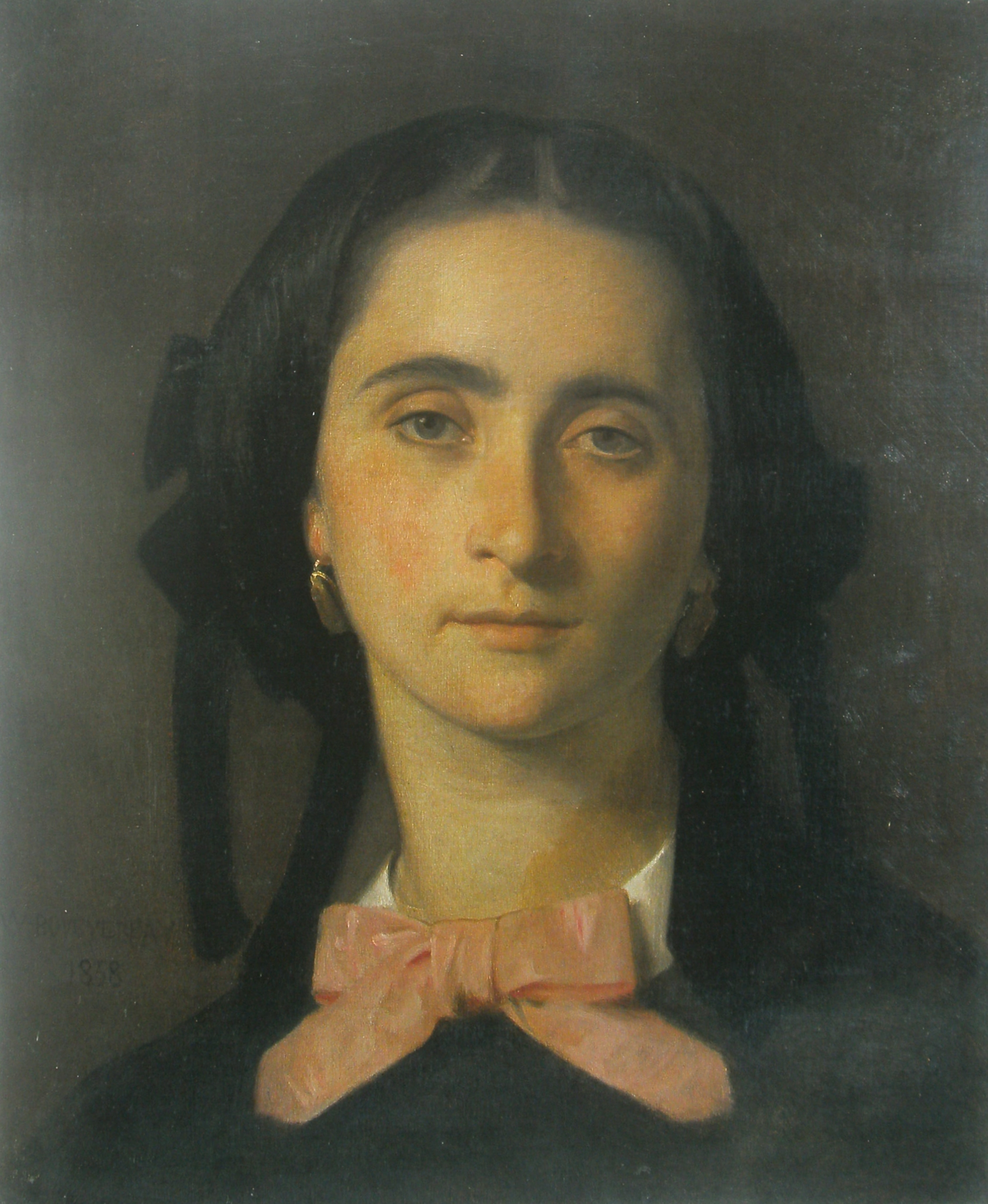
Portrait de Nelly Bouguereau (1858), collection particulière.
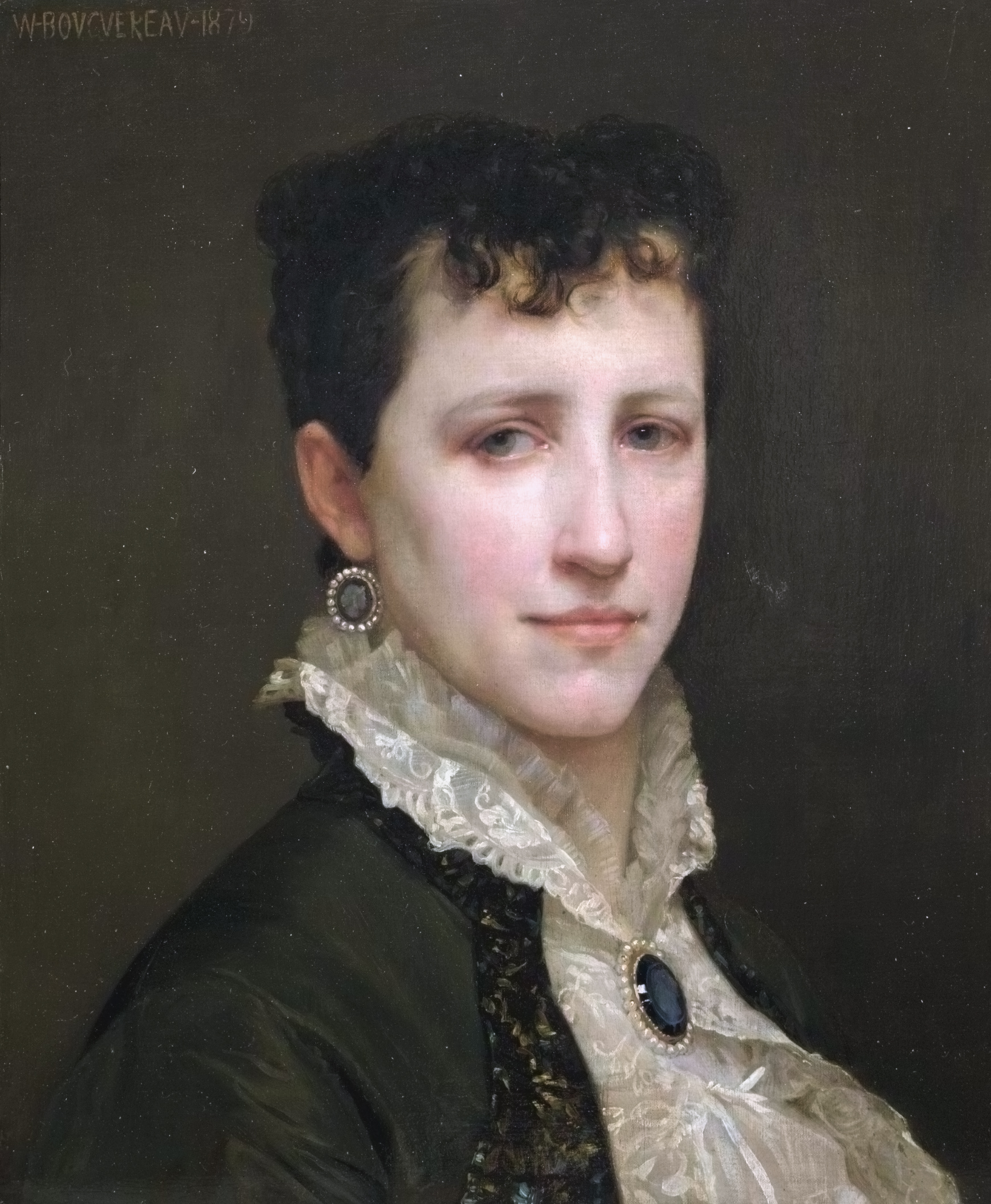
Portrait de Mademoiselle Elizabeth Gardner (1879), collection particulière.

## Un peintre de la femme et de l'enfant

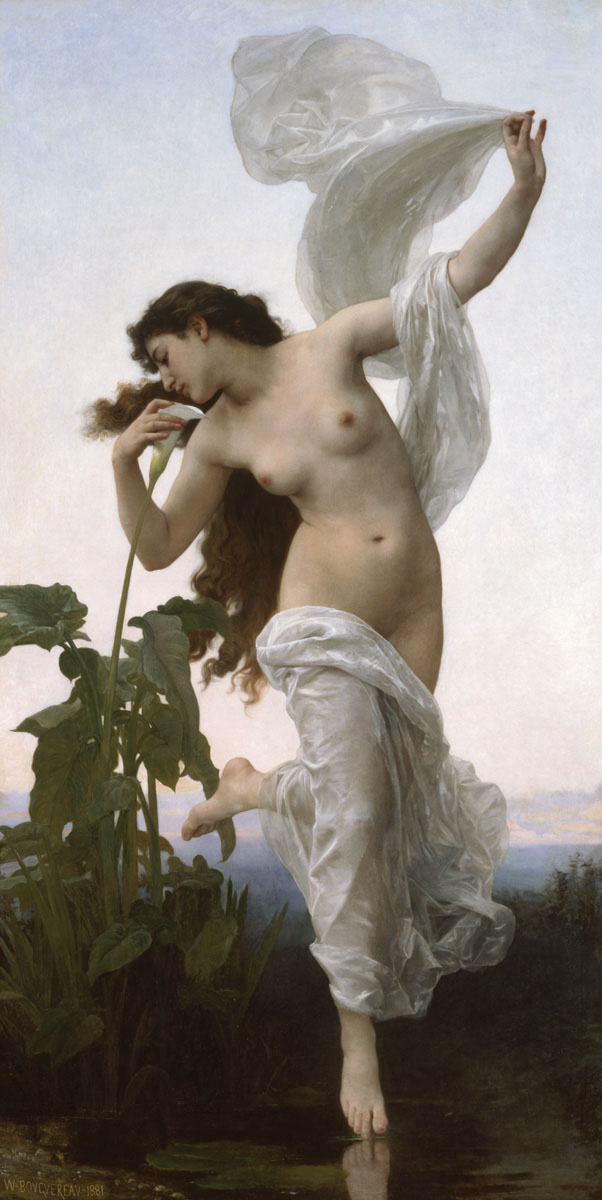
L'Aurore (1861), Birmingham Museum of Art.

Son thème de prédilection est la représentation du corps féminin. Avec Alexandre Cabanel, Jules Lefebvre et Jean-Léon Gérôme, il est associé au genre du nu académique. Sa Naissance de Vénus (1879, Paris, musée d'Orsay) est emblématique d'une peinture sensuelle profondément influencée par les Vénus d'Ingres. C'est avec ce genre qu'il connaît le plus de succès mais rencontre aussi le plus de critiques. À cause de la texture lisse et minutieuse de sa peinture, Joris-Karl Huysmans dit à son encontre : « Ce n'est même plus de la porcelaine, c'est du léché flasque ; c’est je ne sais quoi, quelque chose comme de la chair molle de poulpe ». Le peintre impressionniste Edgar Degas invente le verbe « bouguereauter » pour désigner ironiquement l'action de fondre et de lisser le rendu pictural de cette manière.
Après le deuil qu'il subit en 1877, il se tourne davantage vers la peinture religieuse et délaisse peu à peu les thèmes en rapport avec l'Antiquité de ses débuts.
Il représente également de nombreuses fois des portraits d'enfants à partir de 1870. Il peint sa fille Henriette et son fils Paul dans le tableau La Sœur aînée en 1869. Lorsqu'il se trouve à La Rochelle à partir de 1893, il prend pour modèles récurrents trois fillettes habitant près de La Rochelle : Yvonne et ses sœurs Jeanne et Marguerite. On retrouve Yvonne dans un grand nombre de mises en scènes intimistes ou champêtres, la plupart vendus aux amateurs américains dont Le Livre de prix, devenu invisible depuis 1916, qui réapparaît dans une vente chez Sotheby's à New York en 2019, où il atteint le prix de 1 275 000 dollars, confirmant le regain d'intérêt pour les œuvres de Bouguereau.

## Postérité

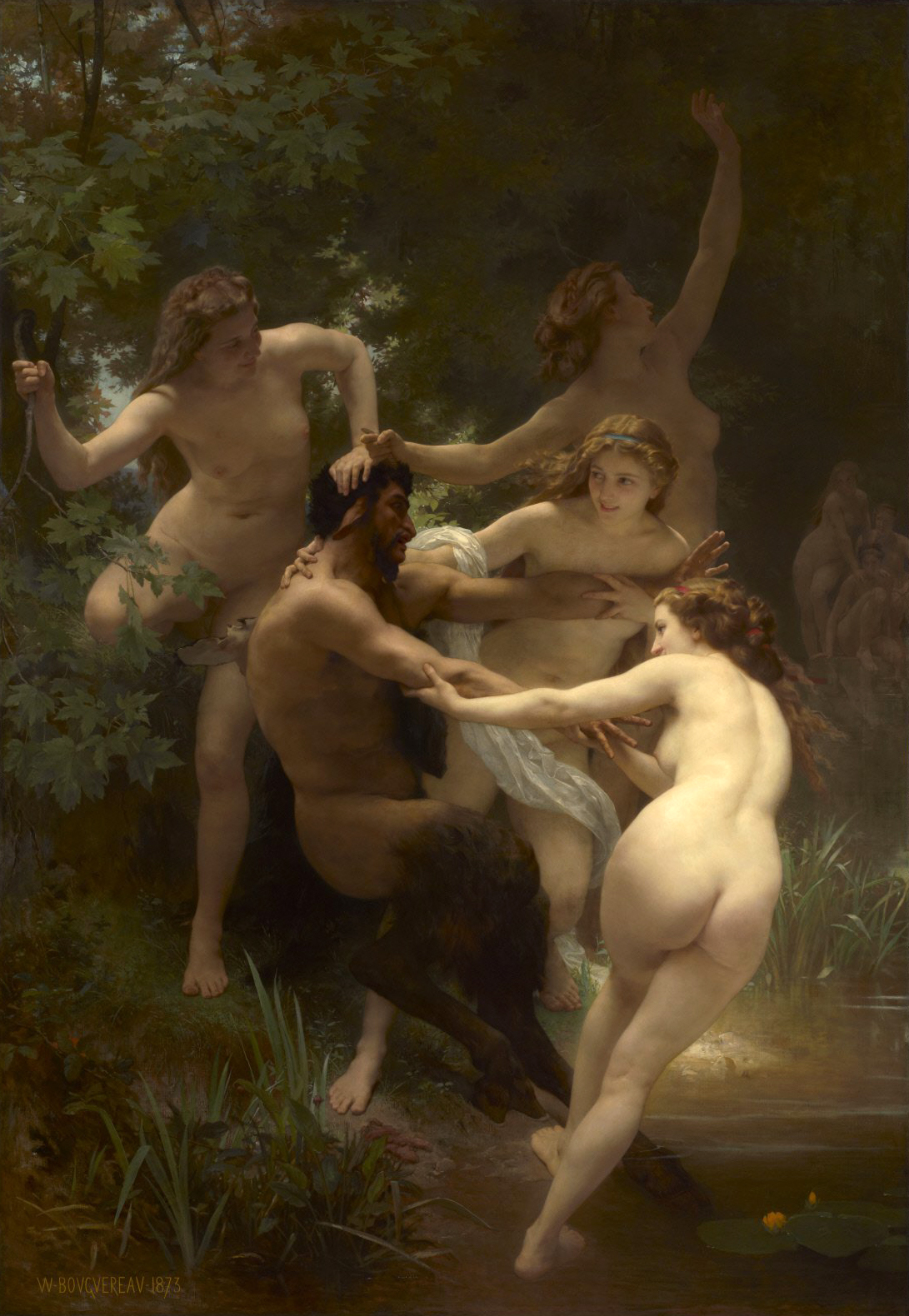
Nymphes et satyre (1873) Williamstown, Clark Art Institute.

Déconsidéré en Europe peu après sa mort et jusque vers la fin du XXe siècle, son œuvre y est redécouverte tardivement. De son vivant, les toiles de Bouguereau sont très recherchées par les collectionneurs américains qui les achètent à des prix élevés, de sorte qu'une grande partie de son œuvre a quitté la France.

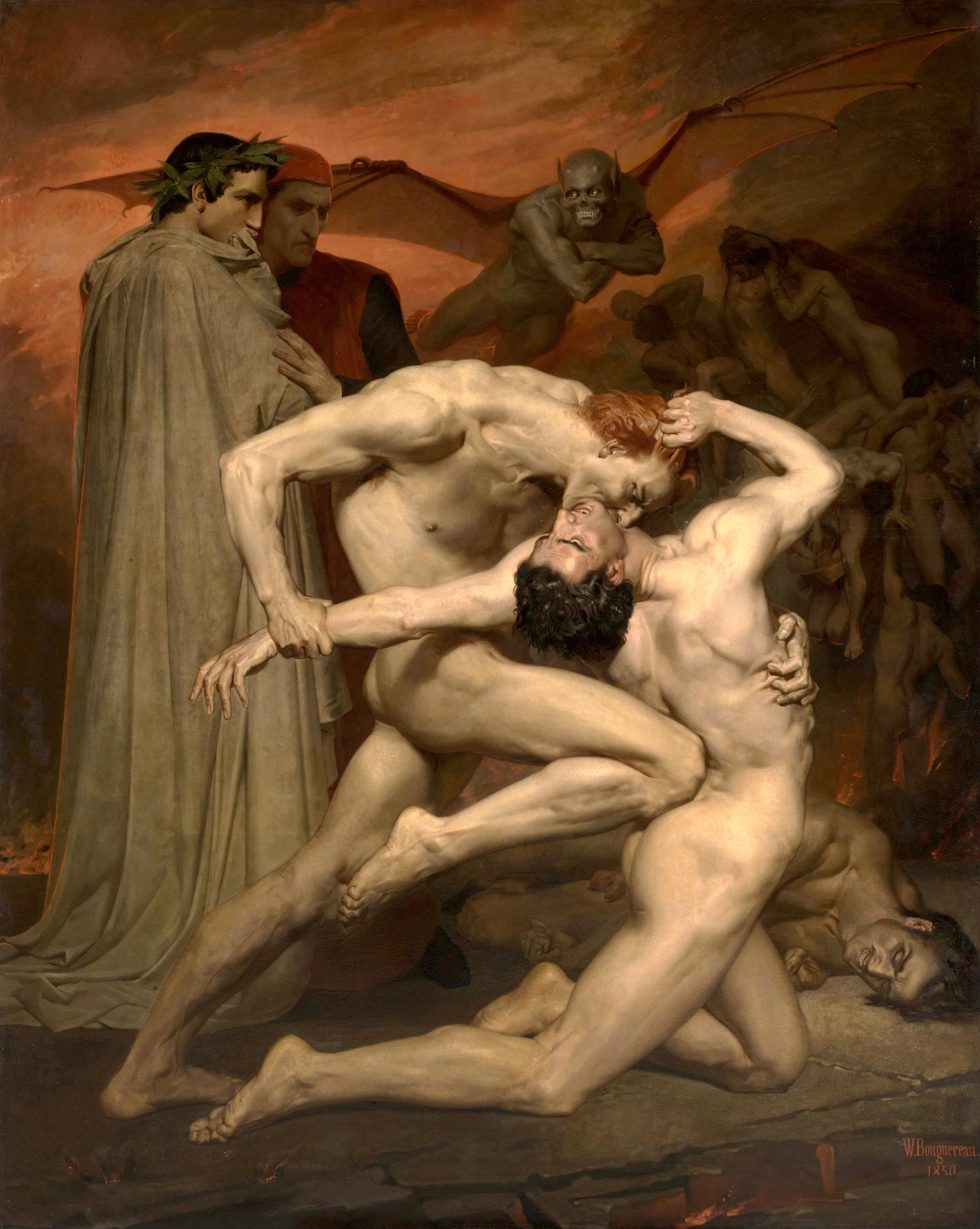
Dante et Virgile (1850), Paris, musée d'Orsay.

Dans le contexte du XXe siècle, où l'influence du modernisme grandit en histoire de l'art pour en devenir finalement le courant officiel, l'art académique se trouve discrédité et dévalué, sévèrement critiqué par une pensée moderniste favorable à l'art d'avant-garde et mis à l'index. Les artistes académiques comme Bouguereau connaissent alors une dévaluation très significative. Pendant des décennies, le nom du peintre a même fréquemment disparu des encyclopédies généralistes et des enseignements artistiques ou est simplement mentionné comme celui d'un exemple à ne pas suivre, objet de moqueries — souvent appuyées sur des citations de Zola ou de Huysmans — et entaché par des rumeurs diffamantes. On reproche au peintre sa participation aux jurys des salons officiels de peinture du XIXe siècle, qui se sont majoritairement opposés à l'admission des œuvres relevant des mouvements modernes de la peinture (Cézanne surnommait le Salon : « le Salon de Bouguereau »). Il a néanmoins influencé des peintres comme Fritz Zuber-Bühler.
À partir des années 1950, le surréaliste Salvador Dalí manifeste son admiration pour l'art de Bouguereau, qu'il oppose à Pablo Picasso, et contribue à sa redécouverte. Dans Les Cocus du vieil art moderne, volontiers adepte d'une rhétorique paradoxale, Dali écrit : « Picasso, qui a peur de tout, fabriquait du laid par peur de Bouguereau. Mais, lui, à la différence des autres, en fabriquait exprès, cocufiant ainsi ces critiques dithyrambiques qui prétendaient retrouver la beauté ».
Depuis l'exposition rétrospective de ses œuvres organisée au Petit Palais à Paris en 1984, la réputation de Bouguereau s'est progressivement améliorée, sur fond de controverse entre partisans et opposants au retour en grâce de la peinture académique. Ainsi, à l'ouverture du musée d'Orsay à Paris en 1986, l'exposition d'œuvres académiques est sévèrement critiquée par une majorité de critiques d'art,. En 2001, Fred Ross, président du Art Renewal Center qui promeut la réhabilitation de Bouguereau, fustige ce qu'il estime être une « propagande » du modernisme ayant conduit, selon lui, au « système de pensée le plus oppressif et restrictif de toute l'histoire de l'art ». Il édite un catalogue raisonné de l'œuvre peint de Bouguereau rédigé par Damien Bartoli.
En 2006-2007 a lieu au Philbrook Museum of Art de Tulsa une exposition consacrée au peintre et à ses élèves américains. La cote élevée de ses peintures témoigne du regain d'intérêt des collectionneurs d'art pour son œuvre et du goût du public pour ses peintures dans les musées.
En 2019, le Milwaukee Art Museum à Milwaukee a organisé une exposition de plus de quarante tableaux de Bouguereau, intitulée Bouguereau & America. Cette exposition doit ensuite se déplacer à Memphis au Memphis Brooks Museum of Art (en), puis à San Diego au San Diego Museum of Art.

## Œuvres

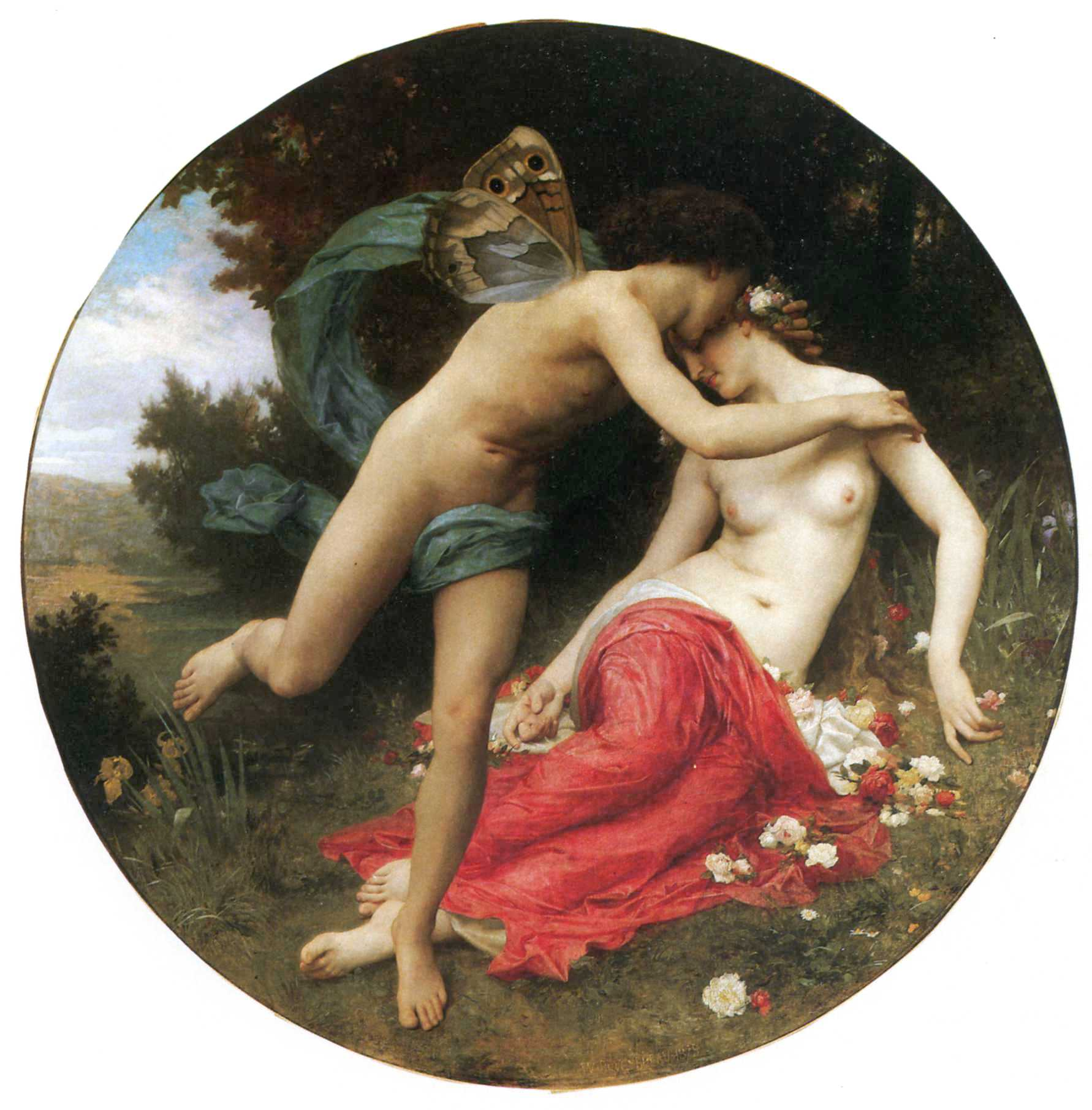
Flore et Zéphyr (1875), musée des Beaux-Arts de Mulhouse.

### Œuvres dans les collections publiques

#### Argentine
- Premier Deuil, 1888, Buenos Aires, musée national des Beaux-Arts.

#### Australie
- Vierge à l'Enfant, 1888, Adelaide, Art Gallery of South Australia

#### Canada
- Parure des champs, 1884, Québec, Musée des beaux-arts de Montréal.
- Autoportrait, 1879, Québec, Musée des beaux-arts de Montréal.

#### Cuba

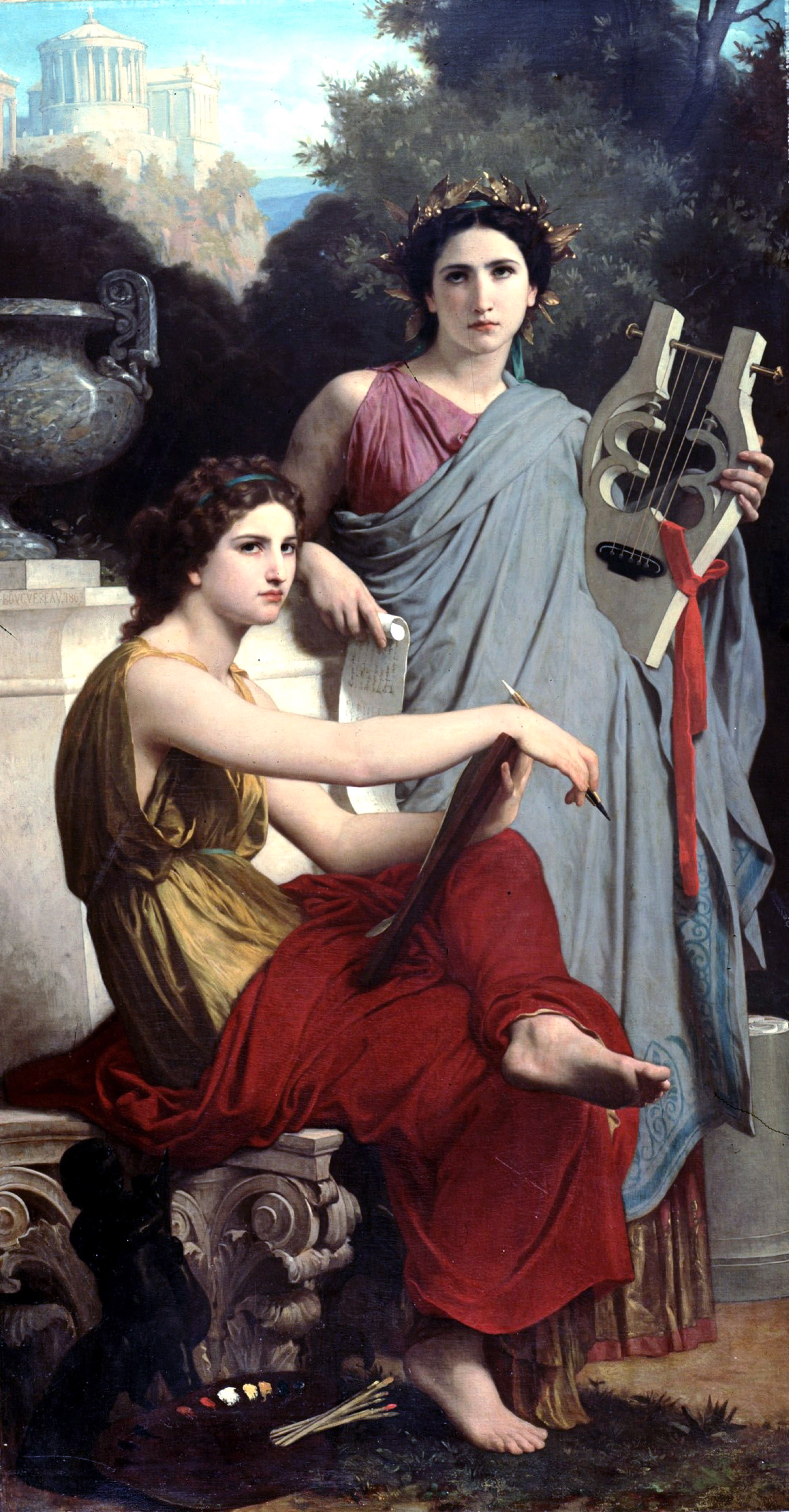
L'Art et la Littérature (1867), New York, Arnot Art Museum.

- Le Crépuscule, 1882, La Havane, musée national des Beaux-Arts.

#### Espagne
- Baigneuse, 1870, Púbol, maison-musée château Gala Dalí.
- Après le Bain, 1875, Figueras, théâtre-musée Dalí.

#### États-Unis

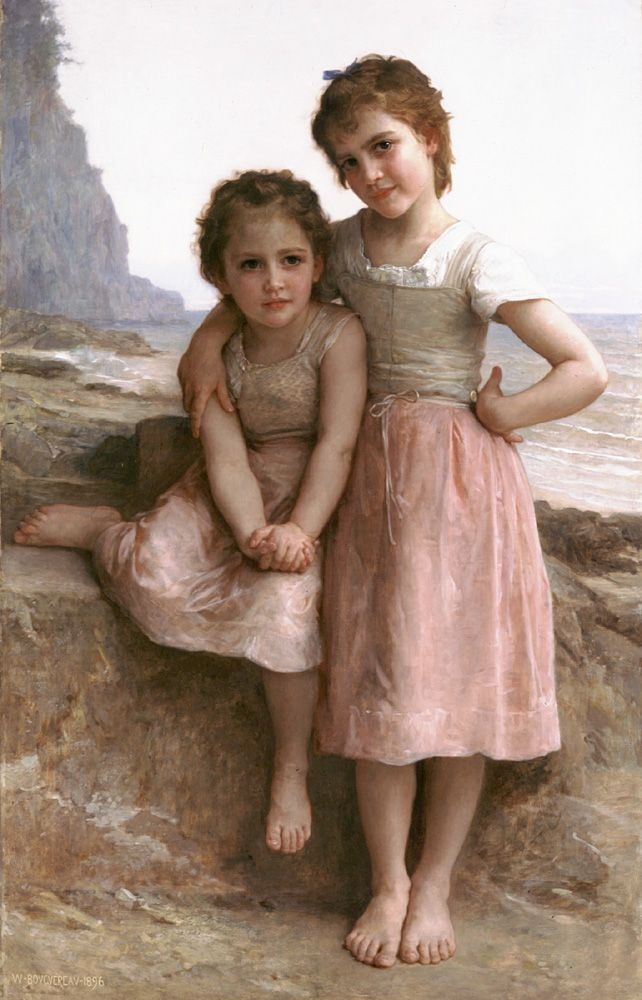
Sur la grève ou Sœurs sur le rivage (1896), Detroit Institute of Arts.

- Amour Fraternel, 1851, Boston, musée des Beaux-Arts[38].
- La Bataille des Centaures contre les Lapithes, 1852, Richmond, musée des Beaux-Arts de Virginie[39].
- Les Remords, 1862, Norfolk, Chrysler Museum of Art.
- Le Printemps, 1886, Omaha, Joslyn Art Museum[40].
- Premières caresses, 1866, New York, Lyndhurst, National Trust for Historic Preservation.
- L'Art et la Littérature, 1867, New York, Arnot Art Museum.
- La Tricoteuse, 1869, Omaha, Joslyn Art Museum[41].
- La Sœur aînée, 1869, musée des Beaux-Arts de Houston[42].
- Nymphes et Satyre, 1873, Williamstown, Clark Art Institute[43].
- Homère et son guide, 1874, Milwaukee, Milwaukee Art Museum[44].
- La Charité, 1878, Northampton, Smith College Museum of Art (vendu en 2000[45]).
- Jeune Fille se défendant contre l'Amour, vers 1880, Los Angeles, Getty Center[46].
- Les Noisettes, 1882, Détroit, Detroit Institute of Arts[47].
- Petite Fille assise au bord de l'eau, 1886, Seattle, Henry Art Gallery, université de Washington[48].
- Première Rêverie, 1889, Nouvelle-Orléans, musée d'Art de La Nouvelle-Orléans[49].
- Les Petites Mendiantes, 1890, université de Syracuse, Art Galleries[50].
- Le Travail interrompu, 1891, Amherst, Mead Art Museum[51].
- Souvenir, 1895, Pittsburgh, Carnegie Museum of Art[52].
- Sur la grève ou Sœurs sur le rivage, 1896, Detroit Institute of Arts.
- L'Admiration, 1897, San Antonio, musée d'Art de San Antonio[53].
- Inspiration, 1898, Columbus, Columbus Museum of Art (vendu en 2007[45])
- Idylle enfantine, 1900, Denver, musée d'Art de Denver[54].
- Jeune Prêtresse, 1902, Rochester, Memorial Art Gallery, université de Rochester[55].

#### France

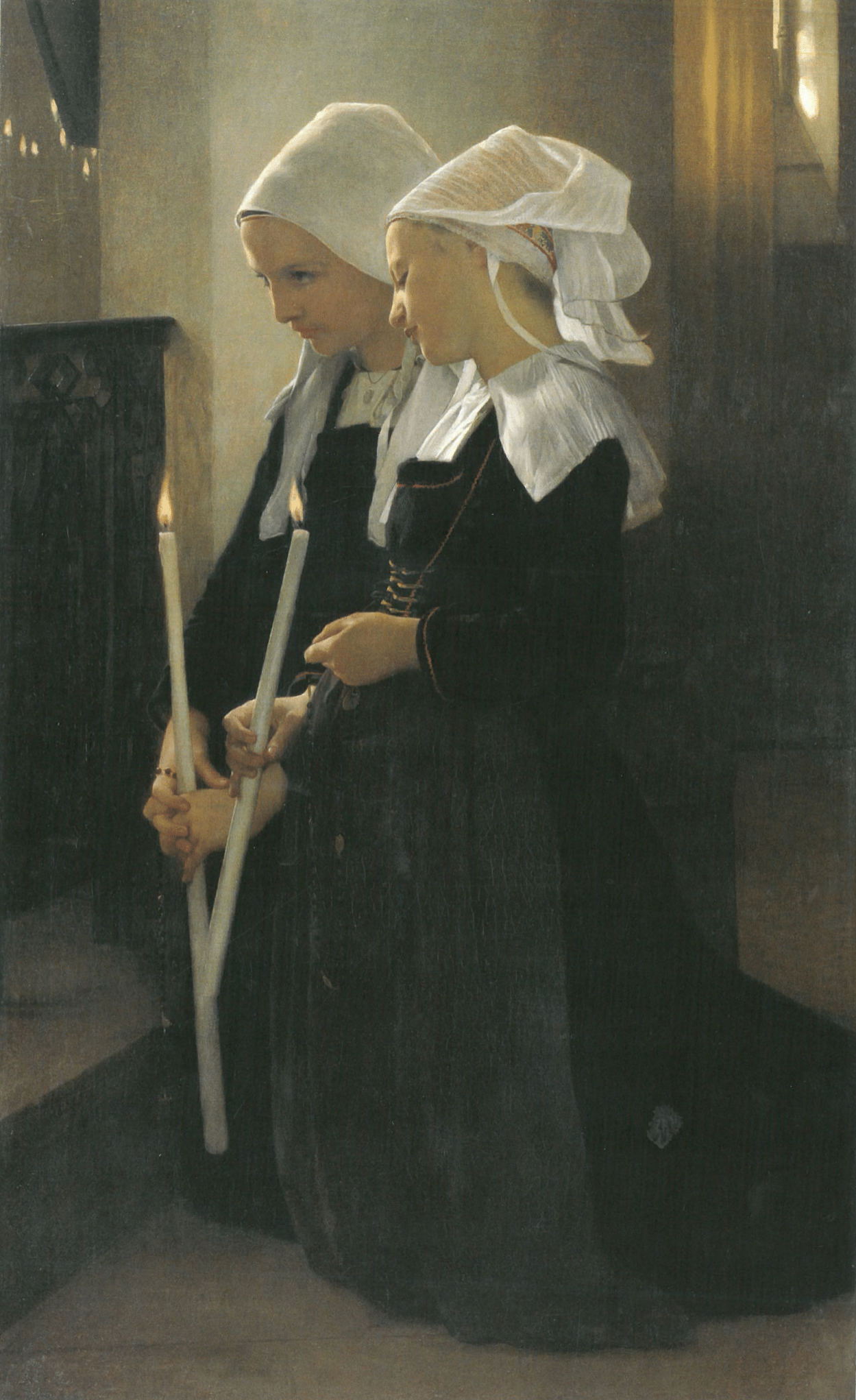
Détail du Vœu à Sainte-Anne-d’Auray (1869).

- Égalité devant la mort, 1848, Paris, musée d'Orsay.
- Dante et Virgile, 1850, Paris, musée d'Orsay.
- Zénobie retrouvée par les bergers sur les bords de l'Araxe, 1850, Paris, Beaux-Arts de Paris.
- Le Triomphe de Galatée, 1852, d'après Raphaël, musée des Beaux-Arts de Dijon.
- La Danse, 1856, Paris, musée d'Orsay.
- Vierge consolatrice, 1877, musée des Beaux-Arts de Strasbourg, dépôt du musée d'Orsay.
- Flore et Zéphyr, 1875, musée des Beaux-Arts de Mulhouse.
- La Naissance de Vénus, 1879, Paris, musée d'Orsay.
- Compassion !, 1897, Paris, musée d'Orsay.
- L'Assaut, 1898, Paris, musée d'Orsay.
- Les Oréades, 1902, Paris, musée d'Orsay.
- La Vierge aux anges, 1900, Paris, Petit Palais.
- Le Jour des morts, 1859, musée des Beaux-Arts de Bordeaux.
- Bacchante jouant avec une chèvre, 1862, huile sur toile, 115 × 185 cm, musée des Beaux-Arts de Bordeaux[56].
- Une âme au ciel, 1878, Périgueux, musée d'Art et d'Archéologie du Périgord.
- Flagellation de Notre Seigneur Jésus-Christ, 1880, cathédrale Saint-Louis de La Rochelle, dépôt du musée des Beaux-Arts de La Rochelle.
- L'Océanide, 1904, musée des Beaux-Arts de La Rochelle.
- Étude de tête (femme), vers 1894, musée d'Évreux.
- La Jeunesse et l'Amour, 1877, Paris, musée d'Orsay

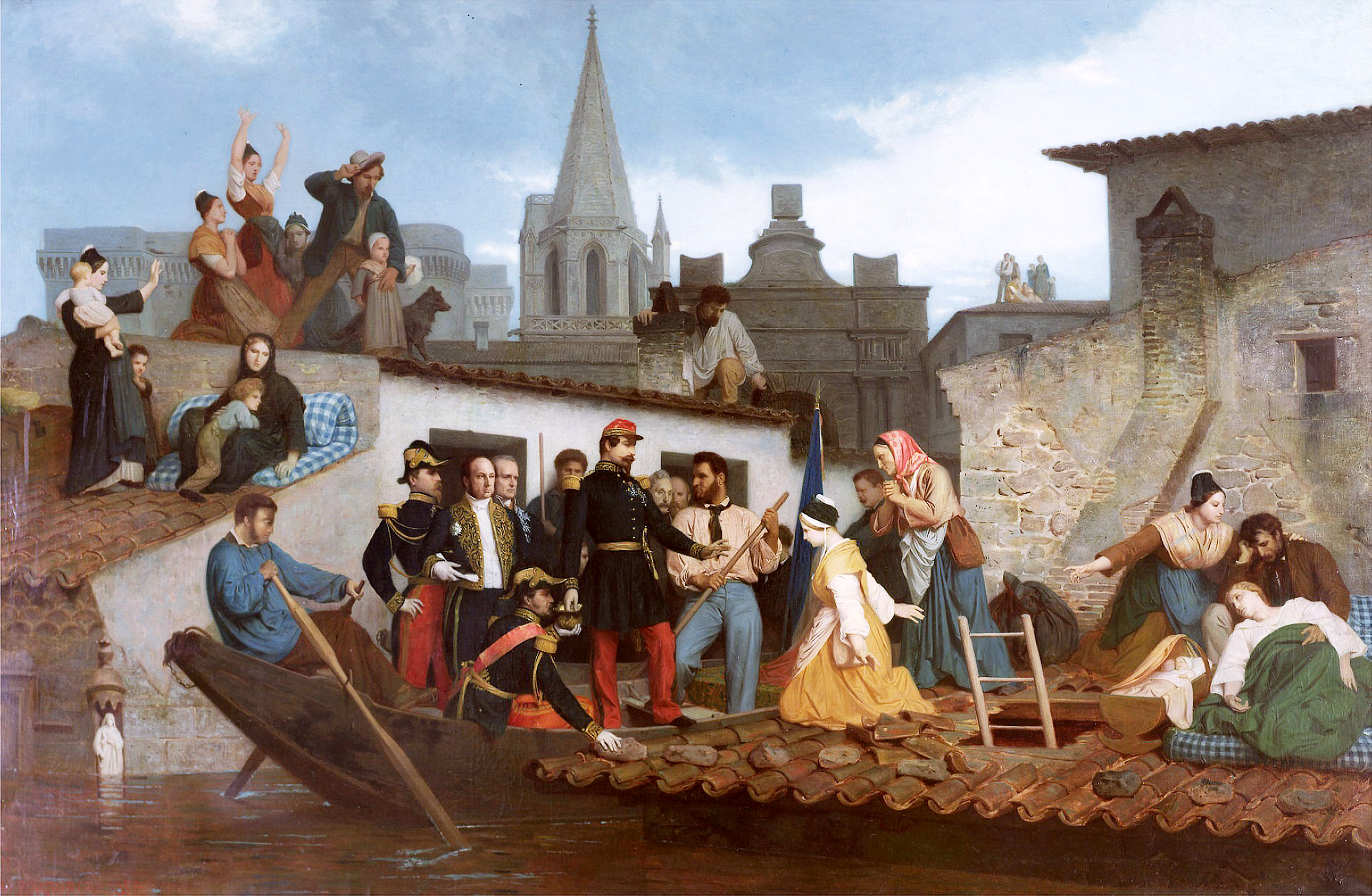
Napoléon III visitant Tarascon lors des inondations de 1856, Hôtel de Ville de Tarascon, salle des Consuls.

#### Grande-Bretagne
- Famille indigente, 1865, Birmingham, Birmingham Museum and Art Gallery[réf. nécessaire].
- L'Aurore, 1881, Birmingham, Birmingham Museum and Art Gallery[57].

#### Inde
- Byblis, 1884, musée Salar Jung.

#### Japon
- Petite fille, 1878, Tokyo, musée national de l'Art occidental.

## Récompenses et distinctions
- 1848, second prix de Rome pour Saint Pierre après sa délivrance de prison, vient retrouver les fidèles chez Marie.
- 1850, premier grand prix de Rome pour Zenobie retrouvée par les bergers sur les bords de l'Araxe.
- Grand officier de la Légion d'honneur.
- Chevalier de l'ordre de Léopold (4 mai 1881)[58].

## Élèves
- Jules Adler (1865-1952)
- Étienne Azambre (1859-1933)
- Georges-Henri Ballot (1866-1942)
- Marthe Élisabeth Barbaud-Koch (1862-après 1928)
- William Barbotin (1861-1931)
- François-Charles Baude (1880-1953)
- Cécile Paul-Baudry (1879-1960)
- Henri Beau (1863-1949)
- Henri Biva (1848-1928), à l'Académie Julian
- Georges A. L. Boisselier (1876-1943), second grand prix de Rome en 1903
- Édouard Cabane (1857-1942), deuxième grand prix de Rome en 1884
- Maurice Chabas
- Paul Chabas
- Louis-Joseph-Raphaël Collin (1850-1916)
- Pierre Auguste Cot (1837-1883)
- André Crochepierre (1860-1937), en 1882-1883
- Édouard Darviot (1859-1921)
- François-Alfred Delobbe
- Ernest Designolle
- Émilie Desjeux
- Louis-Marie Désiré-Lucas
- Louis Paul Dessar
- Théophile Deyrolle (1844-1923)
- Marie Hélène Duchynska (1852-1935)
- Jean de Francqueville
- Elizabeth Jane Gardner Bouguereau
- Maria Gażycz
- Gabriel Guérin (1869-1916)
- Eugénie Hauptmann-Sommer (1865-1933)
- Louis Welden Hawkins (1849-1910), à l'Académie Julian, en 1873
- Gustave Jacquet
- Émile Jourdan (1860-1931)
- Alice Kaub-Casalonga
- Augustus Koopman (1869-1914)
- Auguste Laguillermie (1841-1934), élève en 1861, grand prix de Rome en gravure en 1866.
- John Saint-Hélier Lander (1868-1944)
- Alexandre-Claude-Louis Lavalley (1862-1927), Premier grand Prix de Rome 1891
- Charles Amable Lenoir
- Louis Le Poittevin (1847-1909)
- Eugène Lomont
- Gustave Henri Marchetti (1873-1938)
- Georges Merle (1851-1886)
- René Ménard (1862-1930)
- Georges Meunier
- Jean-Louis Paguenaud (1876-1952)
- Léon Perrault
- Frederic Cayley Robinson
- Jules Ronsin (1867-1937)
- Georges Roussel (1860-1924)
- René de Saint-Delis (1876-1958)
- Louis Saint-Hilaire (1860-1922)
- Eugénie Salanson
- Lucien Simon (1861-1945), de 1880 à 1883
- Léon Tanzi (1846-1913)
- Émile Vernon
- Eliseu Visconti (1866-1944)

## William Bouguereau dans la culture
- Le musicien norvégien Varg Vikernes, au sein du projet de black metal Burzum, prend le tableau Douleur d'amour (1899) comme illustration de son album Fallen en 2010.
- Dans le film, tiré du roman de Marcel Aymé : Le Bœuf clandestin (2013) réalisé par Gérard Jourd'hui, le tableau Biblis est présent comme unique tableau des Berthaud et permet une longue discussion des personnages sur ce qu'a voulu faire le peintre.
- Le designer italien Riccardo Tisci utilise[Quand ?] les œuvres du peintre dans une de ses collections pour la maison de haute-couture française Givenchy.
- Dans le roman Soumission (2015) de Michel Houellebecq, le tableau Admiration qui orne le salon de l'identitaire Lempereur est longuement décrit.
- William Bouguereau est cité plusieurs fois dans le roman La Toile du paradis (traduction du japonais) de Maha Harada, éd. Picqier, Arles, 2021.

#### Monographies
- (en) Fronia E. Wissman, Bouguereau, Éditions Pomegranate Communications, 1996.
- (en) James F. Peck, In the Studios of Paris: William Bouguereau & His American Students, Éditions Philbrook Museum of Art, 2006.
- (en) Damien Bartoli et Frederick C. Ross, William Bouguereau, his life and works, ACC Art Books, New York, 2014. - Catalogue raisonnée de l’œuvre  (ISBN 9781851497331) - Édition luxe en 2 volumes  (ISBN 9781851497362).
- Didier Jung William Bouguereau, le peintre roi de la Belle Époque, éditions du Croît vif, 2014.
- Frederick C. Ross et Kara Lysandra Ross, William Bougereau, éd. Bibliothèque des Arts, Paris, 2018.  (ISBN 9782884532204).

#### Ouvrages généraux
- (en) Albert Boime, The Academy and French Painting in the Nineteenth Century Londres, 1971.
- Aleska Celebonovic, Peinture kitsch ou réalisme bourgeois, l'art pompier dans le monde, Paris, Seghers, 1974.
- (en) Art Pompier: Anti-Impressionism, New York, The Emily Lowe Gallery, Hofstra University, 1974.
- (en) Louise d'Argencourt et Douglas Druick, The Other Nineteenth Century, Ottawa, The National Gallery of Canada, 1978.
- James Harding, Les peintres pompiers, Paris, Flammarion, 1980.
- (en) Robert et H.W. Jason Rosenblums, 19th Century Art, New York, Harry N. Abrams, 1984.
- Cécile Ritzenthaler, L'école des beaux-arts du XIXe siècle, édition Mayer, 1987.
- Devenir peintre au XIXe siècle: Baudry, Bouguereau, Lenepveu, exposition du musée municipal de La Roche-sur-Yon du 13 octobre 2007 au 5 janvier 2008, Fage éditions, 128 p.  (ISBN 978 2 84975 061 2).

#### Catalogues
- Catalogue illustré des œuvres de W. Bouchereau, Paris, L. Baschet, coll. « Artistes modernes », 1885, 184 p. (lire en ligne).
- R. Jullian Œuvres italiennes de Bouguereau, avril-juin 1948, édition Association des Amis du Musée de Lyon, 1948.
- (en) Louise d'Argencourt et Mark Steven Walker, William Bouguereau, Montreal, Canada, The Montreal Museum of Fine Arts, 1984.
- (en) William Adolphe Bouguereau. L'Art Pompier, New York, Borghi & Co., 1991.